# A Rainy Day in New York
A Rainy Day in New York (bra: Um Dia de Chuva em Nova York) é um filme de comédia romântica de 2019, escrito e dirigido por Woody Allen. O filme conta com Timothée Chalamet, Selena Gomez, Elle Fanning, Jude Law, Diego Luna e Liev Schreiber no elenco. O filme acompanha as façanhas românticas de um jovem estudante universitário (Chalamet) em uma viagem a Nova Iorque, sua cidade natal, enquanto tenta estabelecer um vínculo maior com sua namorada (Fanning), que está na cidade para entrevistar um famoso diretor de cinema (Schreiber).
O filme foi finalizado em 2018, mas a Amazon Studios suspendeu seu lançamento após uma série de polêmicas envolvendo Woody Allen e o movimento Me Too. O filme foi primeiramente lançado na Polônia em 26 de julho de 2019, e ao longo do ano em vários países da Europa, Ásia e América do Sul. No Brasil, o filme estreou no dia 21 de novembro.

## Sinopse
Dois jovens chegam a Nova Iorque para um fim de semana onde se encontram com um mau tempo e uma série de aventuras.

## Elenco
- Timothée Chalamet
- Elle Fanning
- Selena Gomez
- Jude Law
- Diego Luna
- Liev Schreiber
- Annaleigh Ashford
- Rebecca Hall
- Cherry Jones
- Will Rogers
- Kelly Rohrbach
- Suki Waterhouse
- Griffin Newman

## Produção
Em agosto de 2017, Timothée Chalamet, Selena Gomez e Elle Fanning juntaram-se ao elenco do mais novo filme de Woody Allen. O filme foi produzido por Letty Aronson e distribuído pela Amazon Studios. Em outubro, Allen confirmou que o filme se chamaria A Rainy Day in New York. Em setembro, Jude Law, Diego Luna, Liev Schreiber, Annaleigh Ashford, Rebecca Hall, Cherry Jones, Will Rogers e Kelly Rohrbach juntaram-se ao elenco. Em outubro, Suki Waterhouse foi escalada.

### Filmagens
As filmagens principais do filme começaram em 11 de setembro de 2017 em Nova Iorque e foram concluídas em 23 de outubro.

## Lançamento
A Rainy Day in New York foi lançado na Polônia pela distribuidora independente Kino Świat. Ao longo do outono do hemisfério norte de 2019, o filme foi lançado em países como Lituânia, Grécia, Países Baixos, Turquia, Bélgica, França, Eslováquia, Israel, Itália, Espanha, Portugal, Colômbia, México, Argentina, Alemanha, Brasil, Coreia do Sul e Rússia. O filme foi lançado no Reino Unido em 5 de junho de 2020. Em julho de 2020, foi anunciado que a Signature Entertainment distribuiria o filme nos Estados Unidos.

### Resposta do movimento Me Too
A produção do filme coincidiu com o início do movimento Me Too, causando um ressurgimento do interesse público em uma alegação de abuso sexual de 1992 na qual Allen teria molestado a sua filha Dylan, então com sete anos de idade. Em outubro de 2017 o ator Griffin Newman anunciou pelo Twitter que ele se arrependia de ter participado do filme e que não trabalharia mais com Allen futuramente. Newman doou o seu salário para a organização não governamental RAINN. Em janeiro de 2018, Timothée Chalamet também doou o seu salário para a RAINN, Time's Up e o LGBT Center of New York. Selena Gomez fez uma doação de mais de um milhão de dólares para a Time's Up, que excedeu seu salário. Assim como Gomez, Rebecca Hall doou seu salário para a Time's Up.
Sem comentar as acusações contra Allen, Jude Law disse em novembro de 2018 que era "uma pena terrível" o filme ter sido arquivado. Cherry Jones defendeu Allen em abril de 2019, dizendo: "[...] Eu voltei e estudei cada fragmento de informação que pude obter sobre aquele período. E no fundo do meu coração, eu não acredito que ele seja culpado. [...] Há aquelas pessoas que se sentem confortáveis com sua certeza. Eu não estou. Eu não sei a verdade, mas sei que se condenarmos alguém por instinto, a democracia estará em uma ladeira escorregadia.

## Recepção

### Crítica
No Rotten Tomatoes, A Rainy Day in New York possui uma aprovação de 46% baseada em 56 críticas, com uma nota média de 5,42/10. No Metacritic, o filme possui uma nota de 44/100 baseada em 9 críticas, indicando "críticas mistas ou médias".